# Werner Scholl
Werner Scholl, nacido el 13 de noviembre de 1922 y declarado como desaparecido en combate en junio de 1944, fue el hermano menor de Hans y Sophie Scholl, que son mayormente conocidos por su resistencia contra el nacismo, siendo parte de la organización Rosa Blanca.

## Primeros años de vida
Werner nació el 13 de noviembre de 1922, sería el quinto hijo de una familia de seis, de los cuales uno fallecería en los primeros años de la infancia:
- Inge Scholl (1917-1998)
- Hans Scholl (1918-1943)
- Elisabeth Scholl (1920-2020)
- Sophie Scholl (1921-1943)
- Werner Scholl (1922-1944)
- Thilde Scholl (1925-1926)

Como sus hermanos, Werner se unió a las Juventudes Hitlerianas cuando el dictador subió al poder. En 1936, Werner y sus hermanas Sophie e Inge fueron arrestados por la Gestapo, y quedarían cautivos por unas cuantas semanas, Werner sería liberado, pero el tiempo que duró el cautiverio dejó una marca en él.
En el verano de 1939, Werner se convertiría en el primer miembro de la familia Scholl en resistir la influencia del régimen nacionalsocialista abiertamente cuando decidió abandonar las Juventudes Hitlerianas, lo cual provocó que no pudiera tomar la Abitur. Por si fuera poco, también escaló hasta la parte más alta de la estatua de justicia en la corte de Ulm para tapar los ojos de la propia dama Justicia con una bandera de la esvástica.

## Servicio militar
Werner sería reclutado en 1941 para el Servicio de Trabajo del Reich, justo después de graduarse de la Secundaria. Y con el tiempo sería trasladado a la Wehrmacht, donde serviría como oficial médico
Un año después, en 1942, el hermano de los Scholl sería enviado al Frente Oriental, donde se dio la casualidad de que su puesto estaría cerca del puesto de su hermano Hans, por lo que los dos podían verse a menudo.

## Juicio de la Rosa Blanca
En febrero de 1943, Werner Scholl recibió un permiso para poder volver a su hogar en la ciudad de Ulm. Sin embargo, cuando llegó, descubrió que sus hermanos Sophie y Hans habían sido capturados por la Gestapo, por lo que viajó con sus padres a Múnich para atender el juicio, para cuando llegaron e irrumpieron en la sala de juzgados, Roland Freisler estaba a punto de dar su veredicto.
Tras un breve encontronazo, los padres fueron expulsados de la sala, pero Werner, que llevaba su uniforme, pudo pasar desapercibido en la sala, mezclándose entre la gente. Debido a esto pudo vivir personalmente cuando sus hermanos fueron hallados culpables y, cuando se cerró la sesión y la gente empezó a marcharse, Werner tuvo la oportunidad de ver a sus hermanos por última vez e incluso darse de la mano con ellos. Hans pudo decir a su hermano "¡Sé fuerte, no les concedas nada!".
Ese mismo día, sus padres pudieron ver a Sophie y a Hans, sin embargo Werner no pudo volver a verlos desde su encuentro en los juzgados, pero pudo ayudar a Traute Lafrenz a limpiar ciertas evidencias incriminatorias de las habitaciones de sus hermanos. Tras estas acciones, Werner y sus padres se marcharon de la capital bávara, preocupados pero con esperanzas de poder pedir clemencia por Hans y Sophie, no obstante, lo que no sabía la familia Scholl es que estos ya habían sido ejecutados a las cinco de la tarde.
Pasaron varios días hasta que Fritz Hartnagel pudo ir a Múnich tras enterarse del arresto de su pareja, Sophie, y fue Werner el primero en decirle que esta ya había sido ejecutada.
Al poco tiempo, la familia entera fue arrestada, con la excepción del propio Werner, que había vuelto a combatir al frente ruso al poco tiempo del fallecimiento de sus hermanos. Los demás fueron arrestados debido al Sippenhaft, un concepto jurídico por el cual un acusado extendía su culpabilidad a los miembros de su familia, un sistema para cohibir a la gente a resistir al régimen; pues si estos eran capturados, no solo los "culpables" de verdad sufrirían, sino sus familias también.

## Desaparición
A principios del verano de 1944, en junio, la familia Scholl recibió la trágica noticia de que Werner había sido clasificado como desaparecido en combate. Su cuerpo jamás fue encontrado, por lo que se tiene asumido que Werner falleció en combate en el frente oriental con veintiún años.